# Stelling van Denjoy–Wolff
De Stelling van Denjoy–Wolff is een wiskundige stelling in de complexe analyse en de leer van dynamische systemen. De stelling gaat over de vaste punten (dekpunten) en iteraties van holomorfe afbeeldingen van de eenheidsschijf in het complexe vlak op zichzelf. De Franse wiskundige Arnaud Denjoy en de Nederlandse wiskundige Julius Wolff vonden deze stelling onafhankelijk van elkaar in 1926.

## Stelling
Laat {\displaystyle D} de open eenheidsschijf in {\displaystyle \mathbb {C} } zijn en laat {\displaystyle f} een holomorfe functie zijn die {\displaystyle D} afbeeldt op {\displaystyle D} die geen automorfisme is van {\displaystyle D} (dat wil zeggen een Möbius-transformatie). Dan is er een uniek punt {\displaystyle z} in de afsluiting van {\displaystyle D} zó dat de iteraties van {\displaystyle f} uniform naar {\displaystyle z} convergeren op deelverzamelingen van {\displaystyle D}. Als {\displaystyle z} in {\displaystyle D} ligt, is het het unieke vaste punt van {\displaystyle f}. De afbeelding {\displaystyle f} laat hyperbolische Poincaréschijven met middelpunt {\displaystyle z} ongemoeid (invariant), als {\displaystyle z} in {\displaystyle D} ligt. Ook schijven die aan de eenheidscirkel raken in {\displaystyle z}, blijven invariant onder de afbeelding {\displaystyle f} als {\displaystyle z} op de rand van {\displaystyle D} ligt.
Als het vaste punt {\displaystyle z=0} is, zijn de hyperbolische schijven met middelpunt {\displaystyle z} gewoon de Euclidische schijven met middelpunt 0. Anders kan {\displaystyle f} geconjugeerd worden met een Möbius-transformatie zodat het vaste punt nul is. Een eenvoudig bewijs van de stelling volgt hieronder overgenomen uit Shapiro (1993) en Burckel (1981). In Carleson & Gamelin (1993) staan twee andere korte bewijzen.

## Bewijs

### Vast punt in de schijf
Als {\displaystyle f} een vast punt {\displaystyle z} heeft in {\displaystyle D} dan mogen we, na toepassing van een Möbius-transformatie aannemen dat {\displaystyle z=0}. Noem {\displaystyle M(r)} het maximum van {\displaystyle f} op {\displaystyle |z|=r<1}. Volgens het Lemma van Schwarz geldt
{\displaystyle |f(z)|\leq \delta (r)|z|},
voor {\displaystyle |D|=r}, waar
{\displaystyle \delta (r)={M(r) \over r}<1}
Door iteratie volgt hieruit dat
{\displaystyle |f^{n}(z)|\leq \delta (r)^{n}}
voor {\displaystyle |D|=r}. Beide ongelijkheden leveren het bewijs.

### Geen vaste punten
Als {\displaystyle f} in {\displaystyle D} geen vaste punten heeft, dan is er zoals Wolff aantoonde een punt {\displaystyle D} op de rand zodat de iteraties van {\displaystyle f} iedere raaklijn aan de rand op dat punt onaangetast (invariant) laten.
Neem een rij {\displaystyle r_{k}} die oploopt tot 1 en stel
{\displaystyle f_{k}(z)=r_{k}f(z)}
Toepassing van de Stelling van Rouché op {\displaystyle f_{k}(z)-z} en {\displaystyle g(z)=z}, levert precies één nulpunt van {\displaystyle f_{k}} op voor {\displaystyle z_{k}} in {\displaystyle D}. 
Als we zo nodig overgaan op een deelrij mogen we aannemen dat {\displaystyle z_{k}\to z}. Het punt {\displaystyle D} kan niet in {\displaystyle D} liggen omdat in de limiet {\displaystyle D} een vast punt zou moeten zijn. Uit het resultaat voor vaste punten volgt dat de afbeeldingen {\displaystyle f_{k}} alle euclidische schijven invariant laten waarvan het hyperbolische centrum in {\displaystyle z_{k}} ligt. Expliciete berekeningen laten zien, dat men bij toenemende {\displaystyle k} de schijven zo kan kiezen dat ze naderen tot elke schijf die raakt aan de rand ter plaatse van {\displaystyle D}. Door continuiteit laat {\displaystyle f} al zulke schijven {\displaystyle \Delta } invariant.
Om in te zien dat {\displaystyle f^{n}} uniform convergeert op compacte gebieden naar de constante {\displaystyle D}, volstaat het om aan te tonen dat hetzelfde geldt voor elke deelrij {\displaystyle f^{n_{k}}}, die uniform convergeert naar zeg {\displaystyle g}. De Stelling van Montel bewijst het bestaan van zulke limieten, en als {\displaystyle g} geen constante is, mogen we tevens aannemen dat {\displaystyle f^{n_{k+1}-n_{k}}} een limiet heeft, die we {\displaystyle h} kunnen noemen. Maar dan geldt
{\displaystyle h(g(w))=g(w)},
voor {\displaystyle w} in {\displaystyle D}.
Omdat {\displaystyle h} holomorf is en {\displaystyle g(D)} open is, hebben we
{\displaystyle h(w)=w}
voor alle {\displaystyle w}.
Door {\displaystyle m_{k}=n_{k+1}-n_{k}} te stellen, kunnen we ook aannemen dat {\displaystyle f^{m_{k}-1}} convergent is, zeg naar {\displaystyle F}.
Maar dan {\displaystyle f(F(w))=w=f(F(w))}, in tegenspraak met het feit dat {\displaystyle f} geen automorfisme is.
Daarom convergeert elke deelrij op compacte gebieden in {\displaystyle D} uniform naar een constante.
De invariantie van {\displaystyle \Delta } betekent dat zo'n constante in de afsluiting van elke schijf {\displaystyle \Delta } ligt, en daarom ook hun doorsnee, het losse punt {\displaystyle D}. Met Stelling van Montel volgt dat {\displaystyle f^{n}} op compacte gebieden uniform naar de constante {\displaystyle D} convergeert.